# Xenocallia
Xenocallia is een kevergeslacht uit de familie van de boktorren (Cerambycidae). De wetenschappelijke naam van het geslacht werd voor het eerst geldig gepubliceerd in 1990 door Galileo & Martins.

## Soorten
Xenocallia is monotypisch en omvat slechts de volgende soort:
- Xenocallia punctatissima Galileo & Martins, 1990